# 내동면 (양주군)
내동면(內洞面)은 의정부시의 동부 지역에 속하였던 당시 양주군 내동면의 고산리, 입암리, 산곡리 전 지역을 관할했었고, 현재의 의정부시 고산동(송산1동) 일대를 관할하는 경기도 양주군의 한 지역이었다. 이 지역은 양주목이 설치된 1466년인 조선 세조 12년부터 조선 후기까지 나타나 있었다. 이후 1914년에 별비면과 합쳐져 별내면으로 편입되었다. 1980년 12월 1일부터 현재까지 지금의 의정부시 고산동에 이른다. 1872년 양주 고지도를 확인한바, 수락산 위쪽의 둔야면보다 훨씬 작은 마을로 나타나 있다. 즉 둔야면 옆에 존재했다. 당시 면사무소는 고산리에 있었다.

## 같이 보기
- 의정부시
- 별내면
- 양주시
- 양주군
- 해등촌면
- 노해면
- 둔야면
- 시북면
- 시둔면